# ネヴィアーノ
ネヴィアーノ（イタリア語: Neviano）は、イタリア共和国プッリャ州レッチェ県にある、人口約5,200人の基礎自治体（コムーネ）。

## 地理

### 位置・広がり

#### 隣接コムーネ
隣接するコムーネは以下の通り。
- アラデーオ
- コッレパッソ
- クトロフィアーノ
- ガラトーネ
- パラービタ
- サンニコーラ
- セクリ
- トゥーリエ